# Zephyria Planum
Zephyria Planum est une étendue plane élevée (planum) s'étendant de part et d'autre de l'équateur martien,,,,,,.